# Georg Tiller

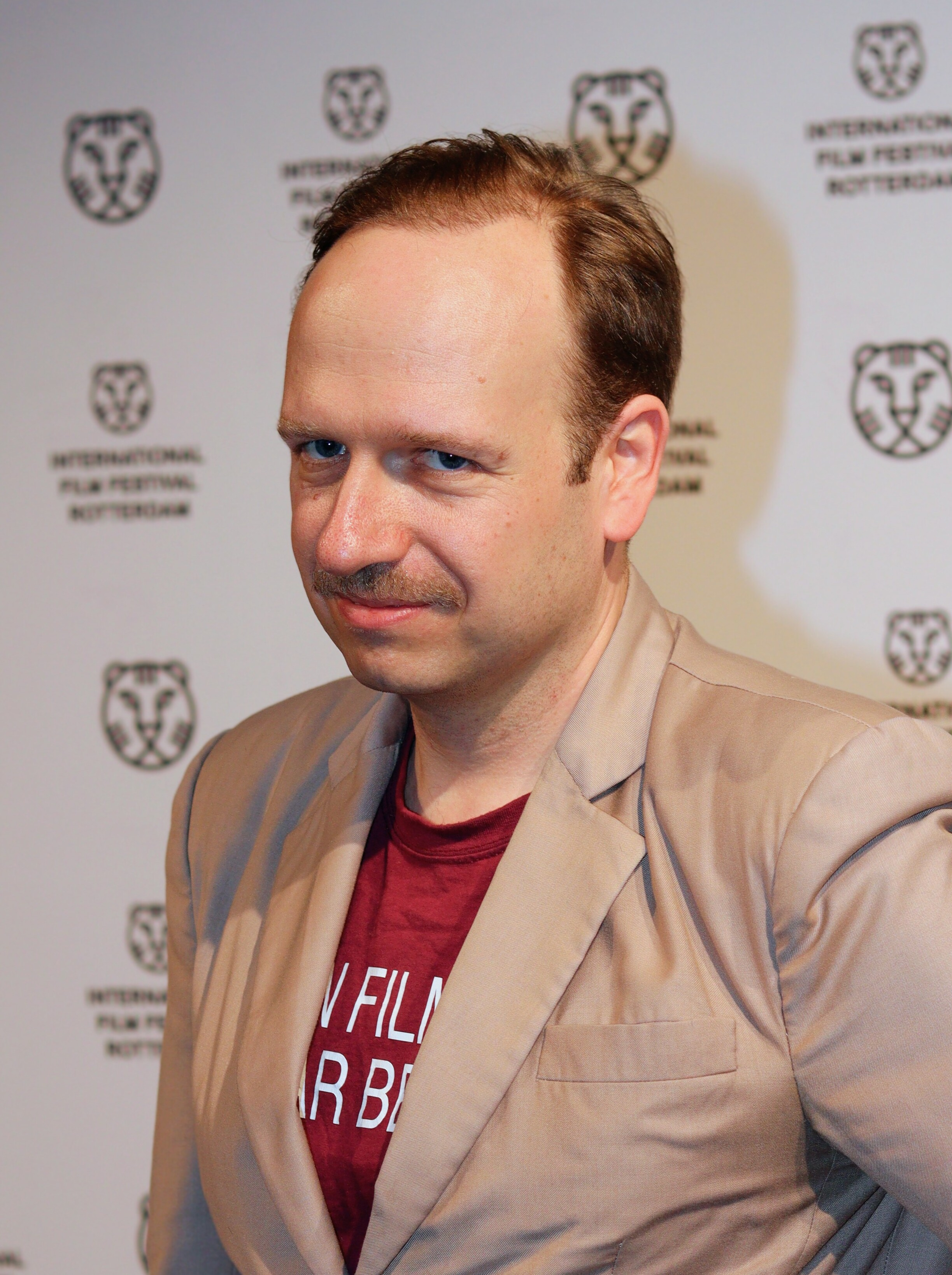
Georg Tiller beim International Film Festival Rotterdam 2024

Georg Tiller, geboren als Georg Paul Josef Tiller (* 22. Februar 1981 in Wien) ist ein österreichischer Filmregisseur, Filmproduzent, Drehbuchautor und bildender Künstler.

## Leben
Georg Tiller wurde 1981 in Wien als Sohn des tschechischen Fotografen Jiři Tiller und der Wiener Galeristin Eva Tiller geboren. Nach einem unvollendeten Studium der Philosophie und Theaterwissenschaften begann Georg Tiller sein Studium an der Akademie der Bildenden Künste in Wien in der Klasse von Peter Kogler und Harun Farocki. Parallel dazu studierte er Filmregie an der Wiener Filmakademie in der Klasse von Michael Haneke sowie Filmregie an der Deutschen Film- und Fernsehakademie Berlin.
Im Jahr 2004 stellte er in einer Gruppenausstellung, die die Expedition Thomas Ender in Brasilien dekonstruierte und unter der Ägide von Mark Dion stattfand, auf der Biennale von Såo Paulo aus. Im selben Jahr wurde er eingeladen, eine Performance auf der Luleå Vinter Biennale in Schweden zu realisieren.
2007 veröffentlichte er seinen ersten mittellangen Dokumentarfilm km 43.3 Der transsylvanische Holzfall. Der Film wurde in Zusammenarbeit mit dem deutschen Verleger, Kameramann und Fotografen Claudio Pfeifer realisiert. Der Film wurde unter anderem bei der Duisburger Filmwoche gezeigt und erhielt zahlreiche Auszeichnungen.
2011 veröffentlichte er seinen ersten Langspielfilm Persona Beach, der auf der schwedischen Insel Gotland und Fårö gedreht wurde und sich mit dem imaginären Nachleben von Ingmar Bergman beschäftigt, der mehr als 20 Jahre lang auf der Insel lebte.
Im Jahr 2013 koproduzierte er den Film Sieniawka des deutsch-polnischen Regisseurs Marcin Malaszczak, der bei der 63. Berlinale in der Sektion Forum seine Weltpremiere feierte.
2014 gründete er die Produktionsfirma Subobscura Films in Wien. Im gleichen Jahr veröffentlichte er den Anti-Musikfilm DMD KIU LIDT, der die österreichische Band Ja, Panik sowie Christiane Rösinger, Chris Imler und Maurice Summen porträtiert. Der Film feierte seine Weltpremiere bei der 64. Berlinale in der Sektion Forum.
2017 eröffnete er gemeinsam mit der französisch-madagassischen Filmemacherin und Produzentin Maéva Ranaïvojaona eine Dependance von Subobscura Films in Paris, Frankreich.
2019 koproduzierte er den Film When the Persimmons Grew des aserbaidschanischen Filmemachers Hilal Baydarov, der unter anderem das Heart of Sarajevo für den besten internationalen Dokumentarfilm beim Sarajevo Film Festival sowie mehrere Auszeichnungen beim Visions du Réel Filmfestival in Nyon gewann.
2020 veröffentlichte er den Film Zaho Zay, den er gemeinsam mit der französisch-madagassischen Filmemacherin und Produzentin Maéva Ranaïvojaona realisiert hat. Der Film wurde beim Fid Marseille uraufgeführt und erhielt zahlreiche Preise.
Im Jahr 2024 wurde seine Gotland-Trilogie (Persona Beach, Overnight Flies, Godsterminal) beim International Film Festival Rotterdam gezeigt. Im selben Jahr wurde der von ihm koproduzierte Film Mário des US-amerikanischen Filmemachers Billy Woodberry ebenfalls bei den Internationalen Filmfestspielen in Rotterdam uraufgeführt.

## Filmografie
- 2007 km 43.3 Der transsylvanische Holzfall (Regie, Buch, Produktion)
- 2008 The Tower of Birds (Regie, Buch, Kamera, Produktion)
- 2010 Vargtimmen – nach einer Szene von Ingmar Bergman (Regie, Produktion)
- 2011 Persona Beach (Regie, Buch, Produktion)
- 2013 Sieniawka (Produktion)
- 2014 DMD KIU LIDT (Regie, Buch, Produktion)
- 2015 White Coal (Regie, Buch, Produktion)
- 2016 Overnight Flies (Regie, Buch, Produktion)
- 2019 When the Persimmons Grew (Produktion)
- 2020 Zaho Zay (Regie, Buch, Kamera, Produktion)
- 2021 Die vergangenen Zukünfte (Produktion)
- 2024 Godsterminal (Regie, Buch, Produktion)
- 2024 Mário (Produktion)

## Auszeichnungen
- 2007 Special Jury Mention beim London Documentary Film Festival
- 2010 Award for Best International Film beim Ann Arbor Film Festival
- 2015 Special Jury Mention beim Dokufest Prizren
- 2020 Erste Bank MehrWert Filmpreis bei der Viennale[5]